# Калланд де Шанмартен, Шарль Эмиль
Шарль Эмиль Калланд де Шанмартен (фр. Charles-Émile Callande de Champmartin; 2 марта 1797, Бурж — 15 июля 1883, Ла-Невиль-ан-Эз) — французский художник.

## Биография

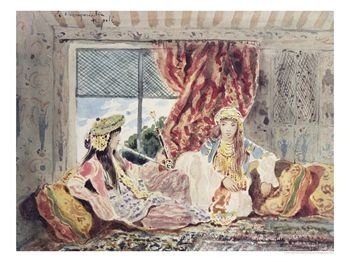
Гарем в Триполи

Ученик Пьера Нарсиса Герена. В 1815 году совершил путешествие в Константинополь, отразившееся впоследствии в ориентальной тематике ряда его картин. В 1819 году дебютировал на парижском Салоне. Был известен своими картинами на религиозные темы (в частности, изображением Иоанна Крестителя в парижской Церкви Святого Роха), историческими полотнами, портретами (в том числе Эжена Делакруа, с которым был дружен). Пять его картин хранится в Лувре и четыре в Национальном музее замков Версаля и Трианона.